# Kalich (zamek)
Kalich – ruiny zamku na terenie Czech, w pobliżu wsi Třebušín (kraj ustecki).

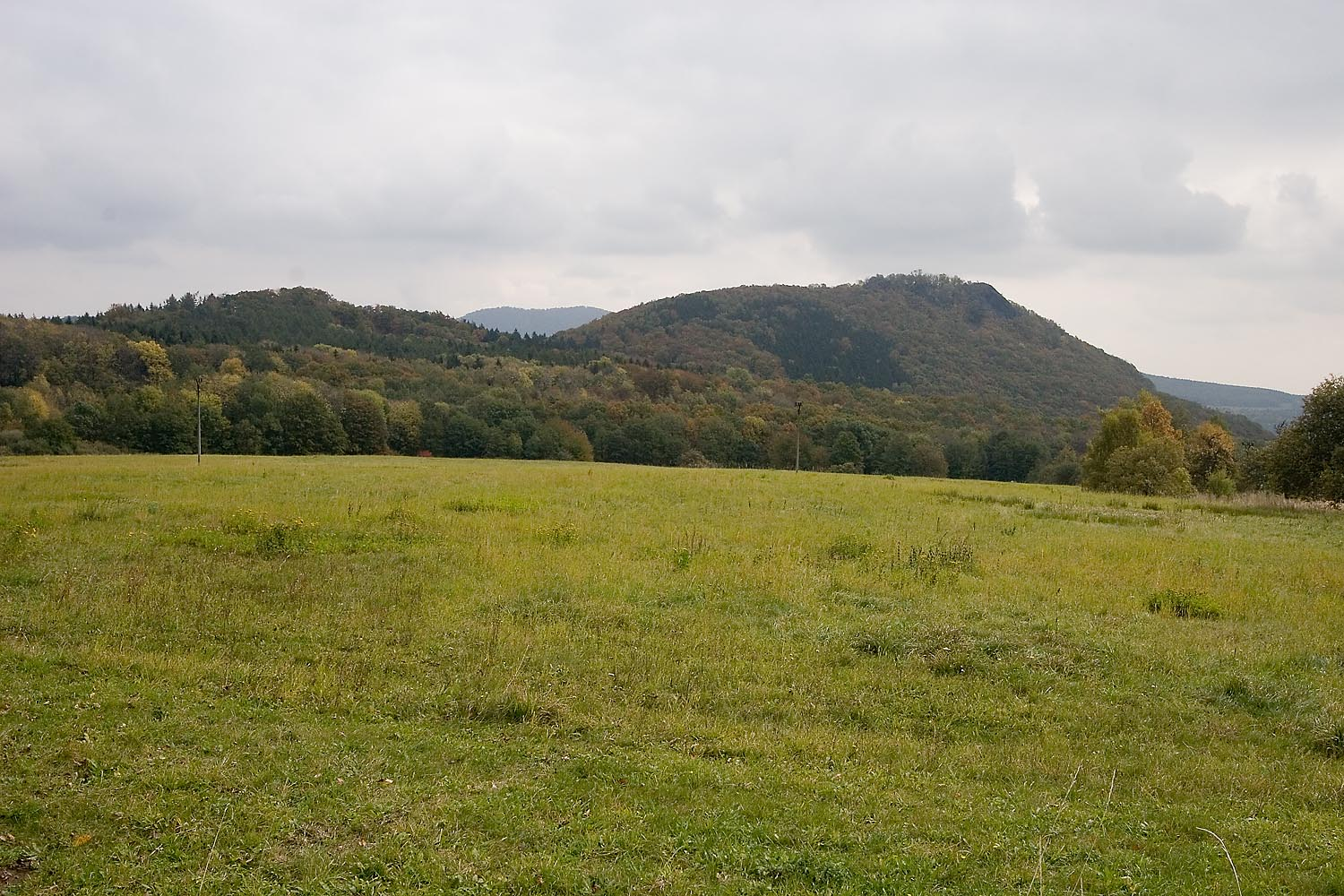
Góra z ruinami zamku

Zamek wznosi się na wysokości 535 m n.p.m. i był zbudowany przez Jana Žižkę na miejscu drewnianego gródka obsadzonego przez niemieckich rycerzy (Žižka zdobył go w 1421). Kamienny zamek zbudowany przez Žižkę był twierdzą oporu w walkach przeciwko nieodległym Litomierzycom i otrzymał nazwę od symbolu husytów – kielicha. W 1424, po śmierci Žižki, zamkiem zarządzał jego brat – Jarosław i siostra – Agnieszka. Żyła tu też córka Žižki. W 1437 zamek oblegały wojska przyjazne Zygmuntowi Luksemburskiemu. W latach następnych obiekt przechodził z rąk do rąk kolejnych właścicieli. Ostatnia wzmianka pisemna o zamku pochodzi z 1470 – w latach następnych budowlę opuszczono, a z czasem popadła ona w ruinę i w większości została stopniowo rozebrana. Obecnie trudno jest ustalić dokładny wygląd zamku w czasach jego świetności (istnieją zaledwie resztki murów). Z pewnością posiadał dwie bramy i okrągłą wieżę obronną. 
Z dwóch punktów widokowych na terenie zamku otwierają się widoki na Czeskie Średniogórze, w tym na zamek Panna i szczyt Buková hora z nadajnikiem telewizyjnym.
Tereny wokół zamku są miejscem występowania kosaćca niskiego. Obficie bytują tu też różne gatunki mrówek.